# The Firstborn Is Dead
The Firstborn Is Dead — другий студійний альбом гурту Nick Cave and the Bad Seeds, представлений 3 червня 1985 року під лейблом Mute Records.

## Список пісень
| #  | Назва                                 | Тривалість |
| -- | ------------------------------------- | ---------- |
| 1. | «Tupelo»                              | 7:17       |
| 2. | «Say Goodbye to the Little Girl Tree» | 5:10       |
| 3. | «Train Long-Suffering»                | 3:49       |
| 4. | «Black Crow King»                     | 5:05       |
| 5. | «Knockin' on Joe»                     | 7:38       |
| 6. | «Wanted Man»                          | 5:27       |
| 7. | «Blind Lemon Jefferson»               | 6:10       |

## Учасники запису
Nick Cave and the Bad Seeds
- Нік Кейв — вокал, гармоніка
- Блікса Баргельд — гітара, бек-вокал, слайд-гітара, піаніно
- Баррі Адамсон — бас-гітара, бек-вокал, гітара, орган, барабани
- Мік Гарві — барабани, бек-вокал, гітара, орган, піаніно, бас-гітара

## Чарти
| Чарт (1985)                 | Найвища позиція |
| --------------------------- | --------------- |
| UK Albums Chart             | 53              |
| UK Independent Albums Chart | 2               |